# Landstormlied
Landstormlied, ook wel Waak op Nederland is een compositie van Alphons Diepenbrock.
Hij schreef de muziek vlak nadat hij het oorlogslied ‘’Les poilus de l’Argonne’’ over de loopgraven had voltooid. Hij zou er in augustus 1915 aan zijn begonnen en had in diezelfde maand de muziek grotendeels klaar. Hij vroeg daarop Balthasar Verhagen voor een tekst. Diepenbrock, toch voornamelijk opgeleid in de Duitse muziekwereld, kreeg na het uitbreken van de Eerste Wereldoorlog steeds meer afkeer van Duitsland, alhoewel de stijl van het lied nog wel ontleend is aan Ludwig van Beethoven en Carl Maria von Weber, maar ook André Grétry (citaat uit de opera Richard Coeur-de-Lion). Hij prees in het Landstormlied, dat in marstempo uitgevoerd moet worden, de Nederlandse neutraliteit, maar waarschuwde vooral dat het land zich niet in die oorlog moest laten meesleuren. De eerste regels luiden:
Waak op, Nederland, Ken uwe krachten
Heerlijk land van de vrijheid en vree.
Rondom woelen wild-strijdende machten,
Woest storm zweept de vrije zee!
Het manuscript in A-majeur is gedateerd “augustus 1915”.
Het was al snel te horen. De versie voor vrouwenstem en piano werd als eerste vertolkt door Jenny Goovaerts en Carl Smulders in Zaal Heystee tijdens een "Soirée patriotique a l’occassion de l’anniversaire de S.M. le Roi Albert". Het is dan 15 november 1915 Zanger Ph. Carstens en pianist Willem Doortmont zouden op 13 december 1915 de eerste uitvoering hebben gezongen voor de versie met mannenstem tijdens een concert van liedertafel Apollo in het Concertgebouw.
Ook beiaardier Jacob Vincent droeg zijn steentje bij. Hij schreef een arrangement voor beiaard dat hij op de beiaard van het Paleis op de Dam liet horen.
Het werd uitgegeven bij muziekuitgeverij S.L. van Looy in Amsterdam. Het lied werd iets later opgenomen in de Zangbundel voor het Nederlandsche Leger en kreeg meerdere uitvoeringen, waaronder een door de Koninklijke Militaire Kapel onder leiding van arrangeur en dirigent Nicolaas Arie Bouwman. Het werd na 1919 zelden meer uitgevoerd.
In 1954 schreef Gerrit Kamphuis er een nieuwe tekst bij ter gelegenheid van een bevrijdingsconcert in Rotterdam. Eduard Flipse leidde een groot koor (samengesteld uit achttien Rotterdamse koren) met begeleiding door het Rotterdams Philharmonisch Orkest In 1956 volgde een nieuwe uitgave, dan voor mezzosopraan of bariton met pianobegeleiding bij G. Alsbach & Co onder toezicht van Eduard Reeser, gefinancierd door het Alphons Diepenbrockfonds en het Prins Bernhardfonds.